# Stefano Durazzo (doge)
Il Serenissimo Stefano Durazzo (Genova, novembre 1668 – Genova, 24 gennaio 1744) fu il 152º doge della Repubblica di Genova e re di Corsica.

## Biografia

Stemma nobiliare dei Durazzo

### Primi anni
Figlio di Pietro Durazzo (doge di Genova nel biennio 1685-1687) e Violante Garbarino, nacque nel capoluogo ligure nel 1668; l'atto di battesimo, sacramento religioso celebrato nella chiesa di Santa Sabina, è datato al 5 novembre dello stesso anno.
Assieme al fratello Cesare compì gli studi scolastici presso il collegio dei nobili a Milano e, in età adolescenziale, frequentò qualche accademia militare. Un'arte quella bellica che nei suoi primi anni al servizio della Repubblica di Genova portarono Stefano Durazzo a ricoprire intorno ai 43 anni un incarico presso il magistrato della Guerra e, successivamente, al magistrato della Misericordia. Maggiore fu però il suo impegno, e del fratello Cesare, nel gestire le attività della famiglia Durazzo legate alla produzione e al commercio della seta. Un settore che proprio in qualità di membro del magistrato della Seta - dal 1731 al 1734 - cercò pure di difendere nella lotta politica.
E nello stesso 1734, il 3 febbraio, si dimise dalla carica per l'avvenuta elezione a doge votata positivamente da 380 membri su 500. Stando alle supposizioni storiche la sua nomina - la centosettesima in successione biennale e la centocinquantaduesima nella storia repubblicana - fu dettata principalmente forse più al prestigio e stima verso la famiglia Durazzo piuttosto che per assunte qualità "sul campo". Lo stesso discorso per l'ufficiale incoronazione - l'8 maggio 1734 presso la cattedrale di San Lorenzo - fu quasi più improntato ad un ricordo celebrativo delle gesta del padre Pietro e dei suoi antenati che al neo doge Durazzo, definito come il "Principe tutto cuore". In qualità di doge fu investito anche della correlata carica biennale di re di Corsica.

### Il dogato e gli ultimi anni
Rispetto ad altri esponenti nobiliari, Stefano Durazzo, di fatto, si occupò poco della vita pubblica e anche il suo dogato biennale fu alquanto poco influente o pressoché "d'ordinaria amministrazione". Come i suoi predecessori si trovò ad affrontare e in qualche modo gestire l'ormai stabile ribellione degli uomini di Corsica. Nonostante una linea quasi comune sull'uso delle maniere forti contro gli insorti isolani, la politica del doge Durazzo fu improntata ancora al dialogo con l'invio nella colonia d'oltre mare di due senatori - Ugo Fieschi e Pietro Maria Giustiniani - che esportarono un programma di indulto generale e promuovendo ai ribelli una sorta di salvacondotto verso Genova per esporre i motivi dell'insurrezione.
Una "missione di pace" quella della massima carica dello stato che fu però giudicata fallimentare - i capi degli insorti corsi ne approfittarono solamente per tergiversare con i Genovesi in attesa di promessi aiuti da Livorno - e rapidamente accantonata dai Collegi in favore dell'invio sull'isola del commissario Felice Pinelli, quest'ultimo deciso sostenitore della linea dura.
Il 3 febbraio 1736 terminò il dogato, ma continuò a servire la Repubblica come preside del magistrato della Guerra (1737; 1741; 1743) e inquisitore di Stato nel 1738, 1740 e 1742. Deceduto a Genova il 24 gennaio 1744 venne sepolto nella chiesa della Consolazione.

## Vita privata
Dal matrimonio con la diciottenne Benedettina Durazzo - la cerimonia fu officiata nella chiesa di San Pietro in Banchi il 13 febbraio 1713 - ebbe cinque figli: Pietro Francesco (1717); Nicolò Francesco (1719), gesuita; Cesare Lorenzo (1720); Violante (1722), sposa di Giacomo Antonio Balbi; Maria Aurelia (1725), detta Lilla, moglie di Giacomo Filippo Carega.